# 大河镇 (容城县)
大河镇，是中华人民共和国河北省保定市容城县下辖的一个乡镇级行政单位。

## 行政区划
大河镇下辖以下地区：
大河村、西里村、东里村、胡村、罗河村、西孙村、东孙村、留村、王路村、张市村、河西村、南文营村、南文村、北郑村和南郑村。